# Lucretius (cráter)

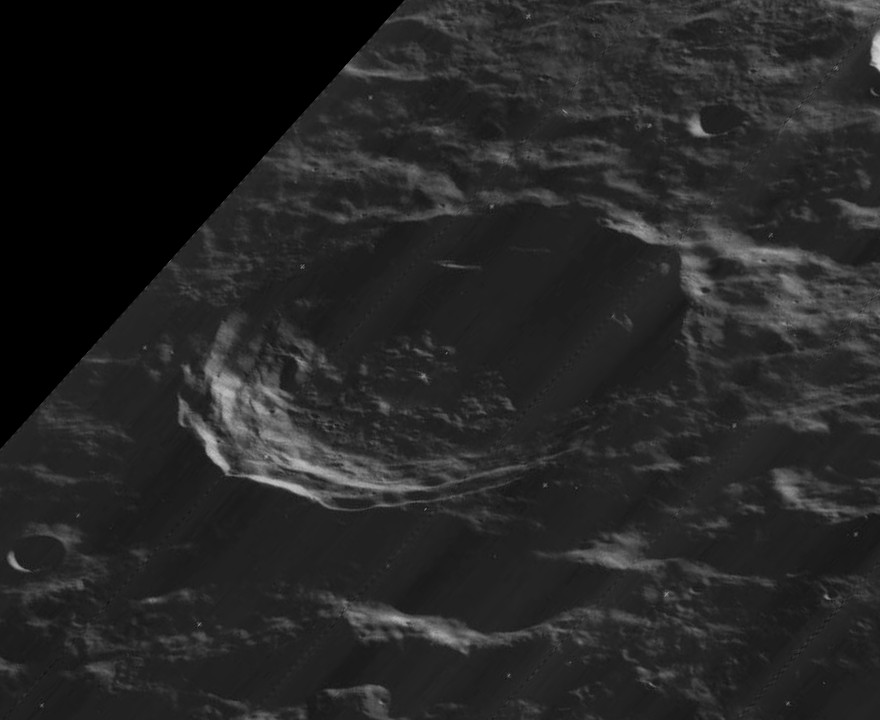
Vista de Lucretius desde el Lunar Orbiter 5, mirando al oeste

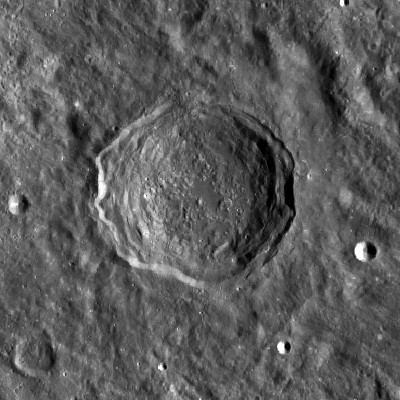
Fotografía de la misión Lunar Reconnaissance Orbiter

Lucretius es un cráter de impacto perteneciente a la cara oculta de la Luna. Está situado al sureste de la enorme planicie amurallada del cráter Hertzsprung, dentro de la falda exterior de materiales eyectados que rodean a este gran impacto. Al suroeste de Lucretius se halla Fridman.
|  |

Este cráter es un impacto relativamente reciente, ya que la formación está bien definida y su borde y su interior permanecen casi libres de la erosión generada por otros impactos. El borde tiene una protuberancia hacia el exterior en el lado occidental, de modo que es ligeramente más ancho en longitud que en latitud. Las paredes interiores muestran algunas estructuras aterrazadas, y el suelo interior es algo desigual en algunos lugares.
Al noroeste de Lucretius aparece una cadena de cráteres denominada Catena Lucretius, que se extiende a lo largo de una distancia de 271 km a través del suelo meridional de Hertzsprung, e incluye numerosos cráteres de entre 15-20 kilómetros de diámetro.

## Cráteres satélite
Por convención estos elementos son identificados en los mapas lunares poniendo la letra en el lado del punto medio del cráter que está más cerca de Lucretius.
|           | \| Lucretius \| Coordenadas \| Diámetro \| \| --------- \| ------------------------------ \| -------- \| \| C \| 3°42′S 114°24′O / -3.7, -114.4 \| 20 km \| \| U \| 7°42′S 123°36′O / -7.7, -123.6 \| 24 km \| |          |
| Lucretius | Coordenadas | Diámetro |
| C         | 3°42′S 114°24′O / -3.7, -114.4 | 20 km    |
| U         | 7°42′S 123°36′O / -7.7, -123.6 | 24 km    |